# ポマレ王朝

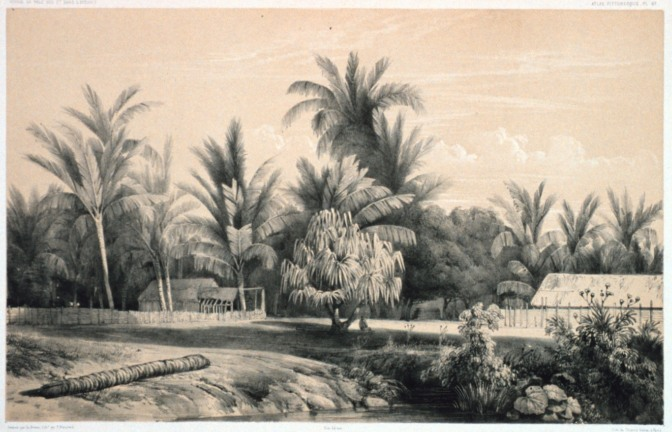
1842年ごろのタヒチ

ポマレ王朝（ポマレおうちょう、英語: Pomare dynasty）は、かつてフランス領ポリネシアのタヒチ島に存在したタヒチ王国の王朝である。タヒチの首長国を武力統一したポマレ1世の跡を継いだポマレ2世が創始した王朝で、1791年からフランスの植民地となる1880年までの約90年間、タヒチを統治した。

## 概要
ヨーロッパ人が来訪する以前、タヒチではいくつかの首長国にわかれ、互いに領土を巡り戦闘を繰り返す戦国時代となっていた。島の北東部に位置するポリオヌウ地区の首長であったポマレ1世は、彼の領土であったマタバイ湾にやってきたヨーロッパ人との邂逅により、銃器などを入手したことから戦闘を有利に進めるようになり、1791年にタヒチの統一を果たした。ポマレ1世の後を継いだ息子のポマレ2世は1812年、ロンドン伝道協会から洗礼を受け、キリスト教へと転向する。この行動は伝統的な宗教を信仰する他の首長らの反発を受け、再び戦争状態となったが、ポマレ2世はこれを退け、1815年にタヒチ島全土を統一するに至った。ポマレ2世はこれまでタブーとされていた物を食し、神像を破壊し、マラエに代わる壮大な教会堂を建設するなど、西洋化を進めた。その後、ポマレ2世が早逝したことにより、幼いポマレ3世が王位に就くこととなったが、これをきっかけとしてロンドン伝道協会は政治にも影響を与えるようになる。しかし、ポマレ4世の時代の1838年、フランスが武力を背景にタヒチの併合を目論むようになると、1847年にはポマレ4世がフランスの保護国となる条約に署名し、タヒチはフランス保護領となった。その後1880年、ポマレ5世の時代にはタヒチは正規のフランス植民地となり、ポマレ王朝は幕を閉じることとなった。

## 歴史

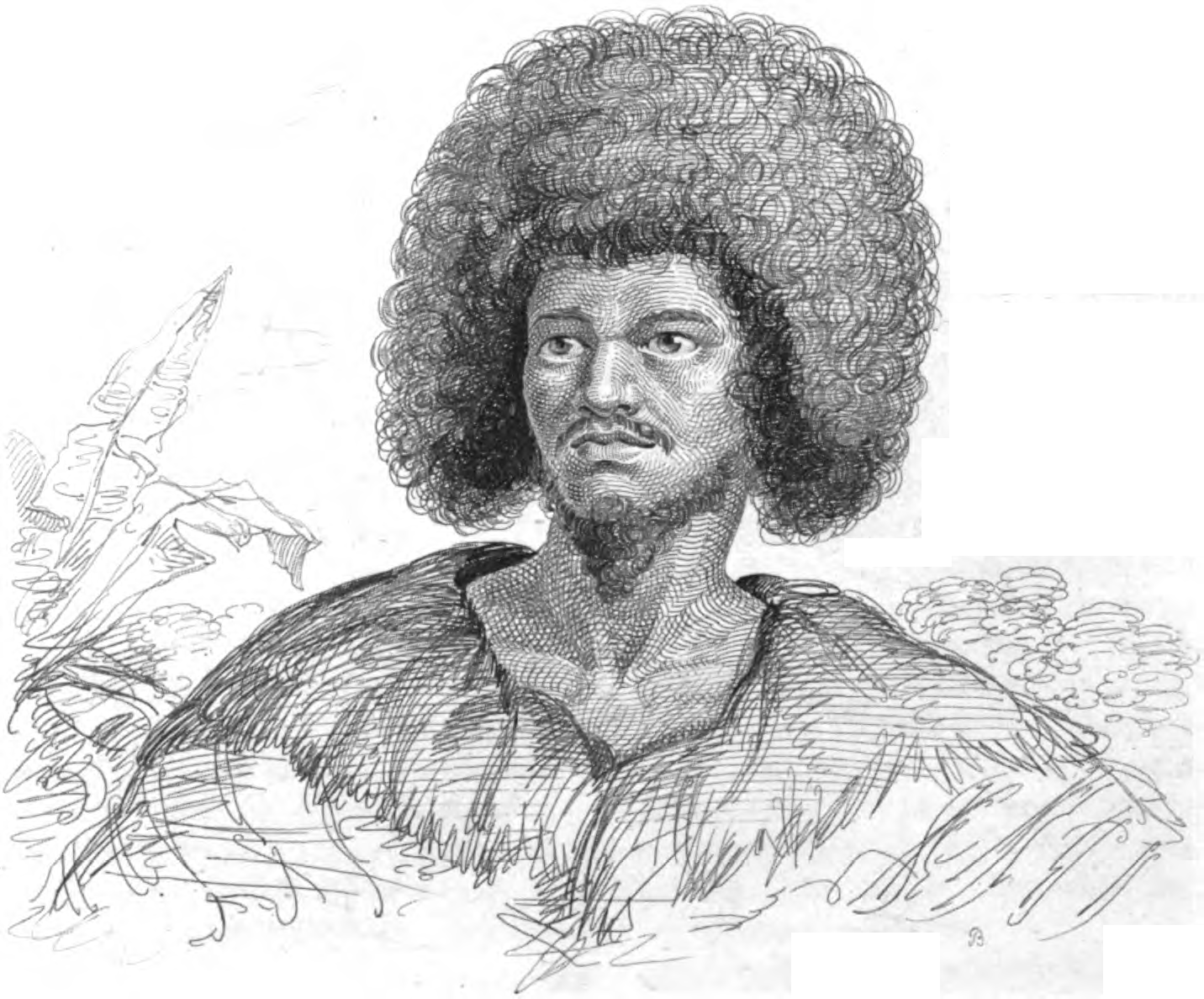
ポマレ1世

### ポマレ王朝の創始
ポマレ1世は若い頃はトウと名乗り、結婚してからはティナと名乗っていた。ジェームズ・クックはポマレ1世について「195cmもある美男子で、立派な体格の血色の良い男」であったと記している。ポリオヌウ地区の首長であったポマレ1世は、1774年にモーレア島の首長マヒネとの戦闘に敗れ、1777年にクックに対し助力を求めている。これに対しクックは物資の援助を行い、ポマレ1世を助けた。しかし1783年、パレの戦いで敗れたポマレの領土は縮小し、パレのみを支配する状態にまで追い込まれていた。
1789年、ウィリアム・ブライがタヒチにやってきたのをきっかけとして趨勢は大きく変化することとなる。ポマレ1世はブライから銃器を入手すると同時にバウンティ号の反乱者たちに取り入ることに成功し、傭兵として戦闘に投入した。16人のヨーロッパ人とマスケット銃により勢力図は大きく塗り替えられ、1791年、ポマレ1世はタヒチの武力統一に成功することとなり、これを契機として「ポマレ1世」を称するようになった。
1797年3月7日、ロンドン伝道協会の伝道船ダフ号がタヒチに到着すると、ポマレ1世はタヒチの王として宣教師たちと会合を持つ。ポマレ1世は武器の提供を条件として布教を認めたため、タヒチへキリスト教が入ってくることとなった。

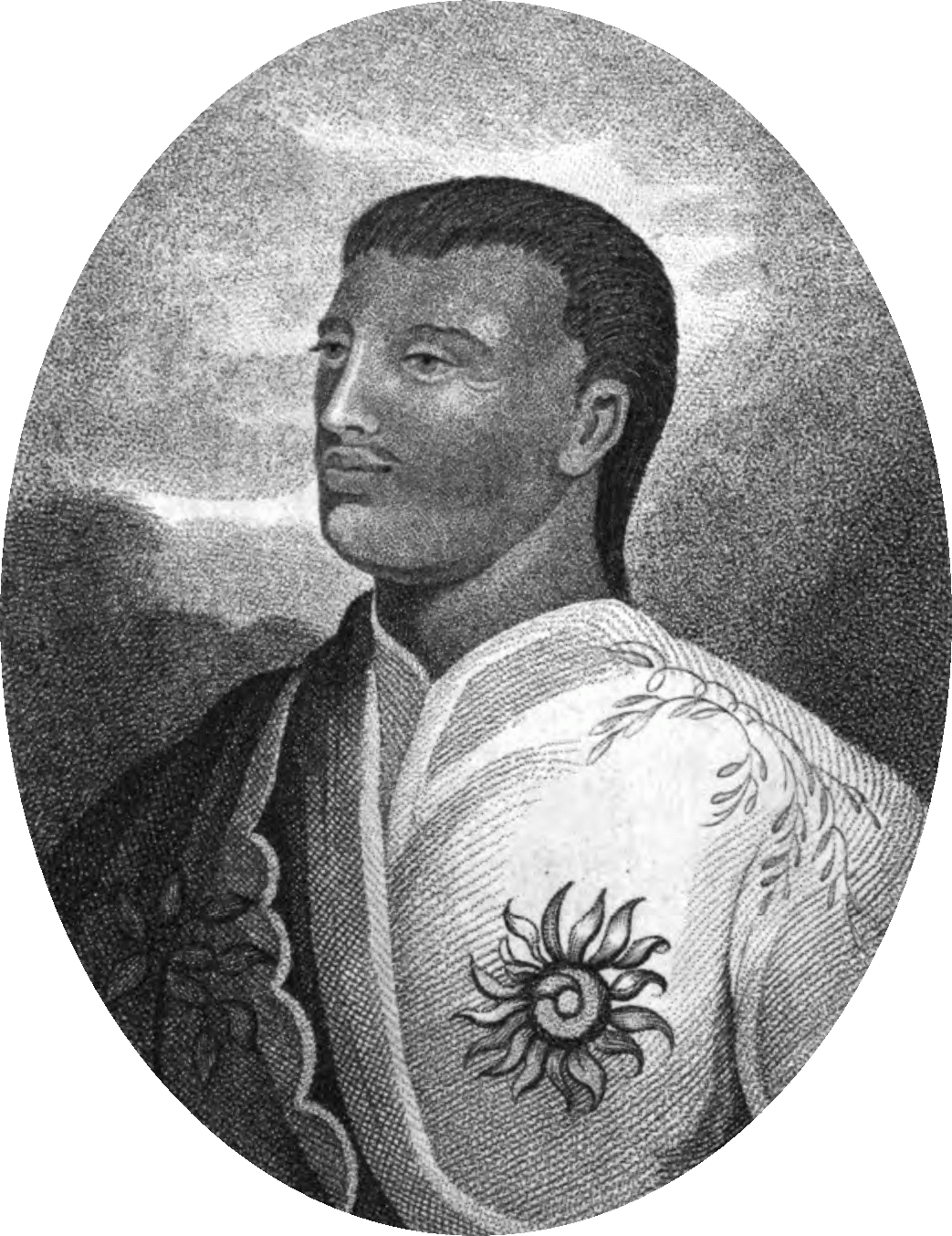
ポマレ2世

1803年9月3日、ポマレ1世の死去により、同年、彼の息子ポマレ2世が即位することとなった。性格は残忍で、敵対する地域の住民を皆殺しにすることもあったという。こうしたことから1808年にはタヒチ島で暴動が発生し、ポマレ2世はモーレア島へと逃亡を図った。ポマレ2世は幾度となくタヒチ島の支配権の奪還を試みたが失敗を繰り返し、次第にそれまでのタヒチの神（オロ神）への信仰が薄れていった。イギリス人宣教師ヘンリー・ノットの影響もあってキリスト教へと傾倒していったポマレ2世は1813年7月、モーレア島にキリスト教の学校と教会を建設した。ポマレ2世はキリスト教グループを形成して勢力の回復に成功すると1815年、フェイ・ピーの戦いにおいてライアテア島のタマトア4世とボラボラ島のタポア1世を味方に付けタヒチ島を攻め、勝利を収めた。
タヒチでの権力を確立したポマレ2世は同年、正式にポマレ王朝の樹立を宣言することとなる。国王となったポマレ2世は全島民の改宗を目指してタブーの改革に取り組んだ。ティキなどの神像を破壊し、豚の丸焼きや嬰児殺しといった伝統的習慣の禁止などが始めに取り組まれた。

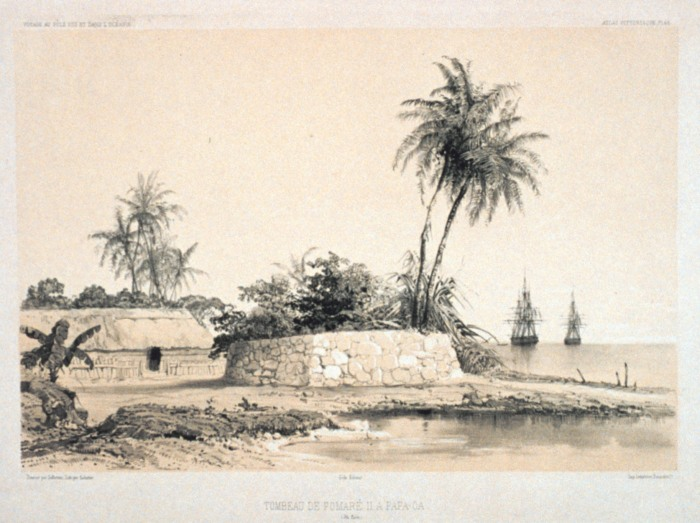
ポマレ2世の墓

1817年、イギリス人宣教師ウィリアム・エリスが印刷機を持ち込むと『聖書』のタヒチ語への翻訳が行われるようになり、島民の改宗は大幅に前進した。翌年にはタヒチ伝道協会が設立され、ノットによる法典が発布される。1819年にはポマレ2世も洗礼を受け、それまで土着していたオロ神信仰は影を潜めていった。
1807年ごろから、タヒチは太平洋における補給地としての地位を確立していき、経済的な発展を遂げるようになる。オーストラリアとの間で行われた豚肉の交易はタヒチに厖大な利益をもたらし、ポマレ2世の権力基盤をより磐石なものへとしていった。豚肉の輸出に変えて輸入されるものとしては布地、衣類、器具、工具、武器、弾薬、酒類といったものがあった。
1821年12月7日、ポマレ2世が死去すると1820年に産まれたポマレ3世がその跡を継いだ。しかし、実際の政権を握ったのはポマレ2世の内縁の妻であり、ポマレ4世の母親であるテレモエモエ（ヴァヒネ・ポマレ）であった。1826年、ポマレ3世はアメリカとの通商条約を締結し、交易を始めるようになる。1827年にポマレ3世が死去すると彼の義姉にあたるアイマタがポマレ4世として14歳で即位した。

### フランスの介入

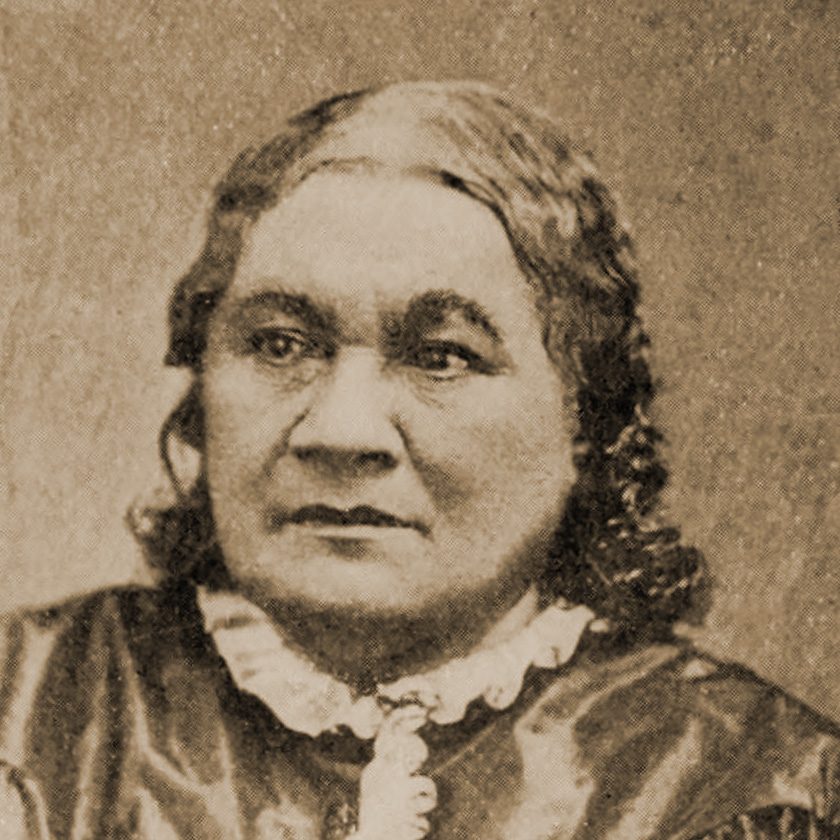
ポマレ4世

1836年、ポマレ4世がフランス人宣教師2名を有害外国人として国外追放するという事件が起こった。本国に戻った彼らがタヒチの対応について政府へ抗議を行うと、フランスはフランス国臣民になされた無礼の損害回復を求め、タヒチへの介入を始めることとなる。1838年8月29日、タヒチを訪れたフランス海軍少将アベル・オーベール・デュプティ＝トゥアール（en:Abel Aubert Dupetit Thouars）は、ポマレ4世に対し謝罪、スペイン金貨2,000ピアヌトルの支払い、フランス国旗の下での21発の礼砲を要求した。ポマレ4世はこれに同意し、1839年にはプロテスタントに与えられていた特権と同一のものがカトリックにも与えられるようになる。

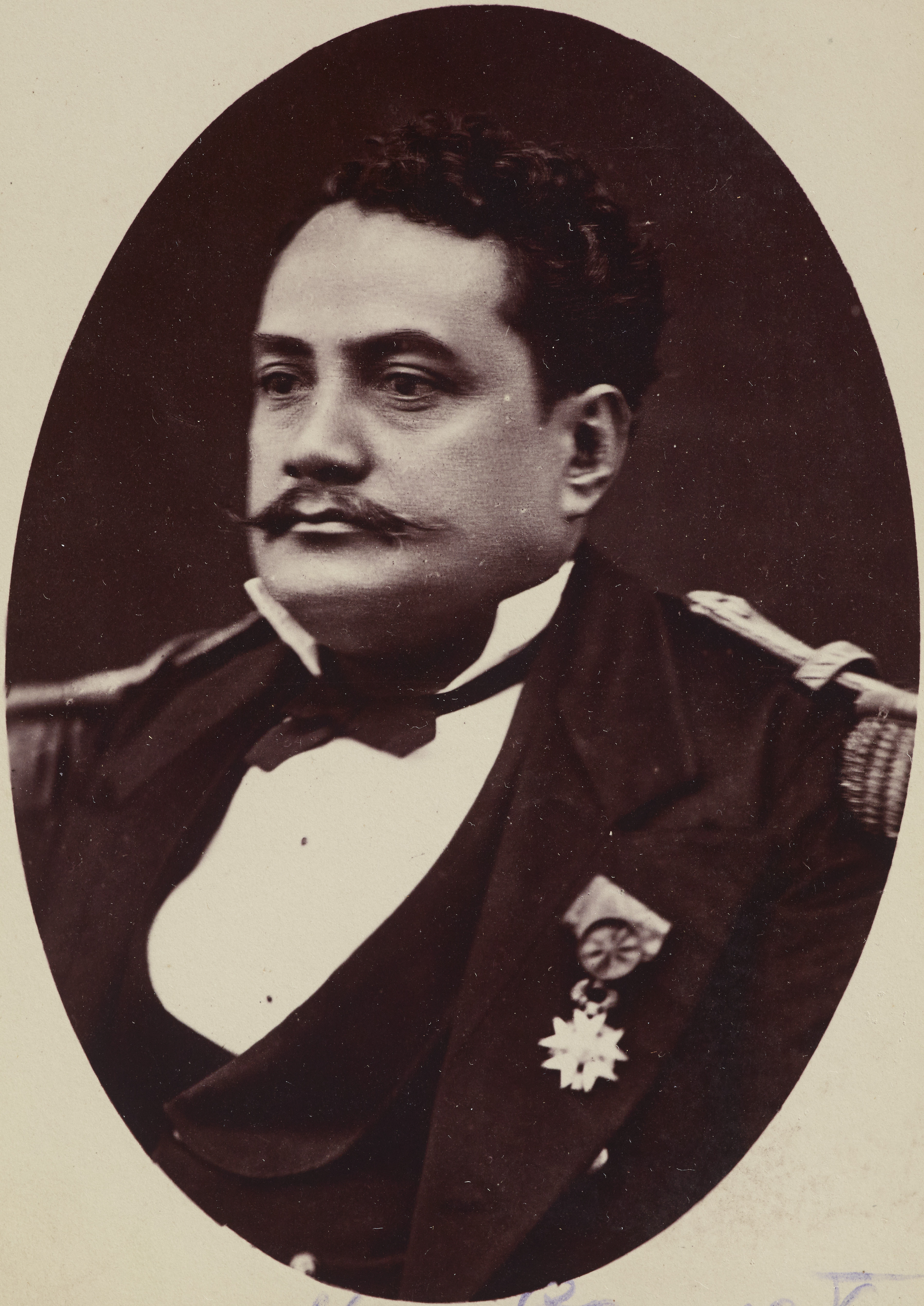
ポマレ5世

しかし、トゥアールの要求はさらに過激化し、1842年にフランス人に対する待遇改善と財政上の保障を求めた。タヒチ摂政のパライタはこの要求に対して独断でフランス国王の保護を求める旨を回答してしまう。イギリス領事プリットチャードはこうしたフランスとタヒチのやり取りに抗議したが聞き入れられず、翌1843年にはルイ・フィリップから保護条約についての批准書がタヒチに届いた。
ポマレ4世は王宮を去って抵抗を示し、イギリスの支援を求めたがフランスは女王不在のまま暫定的な政府機関を設立し、既成事実化を図った。しかし、他地域の植民地経営に忙殺されていたイギリスは、フランス保護国の設立に反対しない旨の表明を行い、イギリス領事プリットチャードは1844年3月3日、タヒチから追放されることとなった。
この決定を良しとしない反対派は、同年3月21日、2人のフランス人兵士を殺害するに至り、いわゆるフランス・タヒチ戦争が勃発することとなった。この戦争は小規模な戦いを含めて3年に及び、1846年12月18日、反乱首謀者の投降によりフランス側の勝利に終わる。ポマレ4世は1847年2月に捕えられ、タヒチ島パペエテへと連行されることとなった。フランスは暫定政府機関を廃し、1847年8月5日にポマレ4世と正式な保護協定を締結し、ポマレ王朝はフランスの保護国となった。この条約は滅亡する1880年まで継続することとなる。
1877年9月24日、ポマレ4世の死去に伴い、息子のポマレ5世が王位を継承する。しかし1866年に導入されたフランスの法律により既に王位は傀儡と化しており、即位から3年後の1880年6月29日、ポマレ5世は20人のタヒチ人首長らと共にフランスの併合協定に署名し、タヒチをフランスに割譲した。フランスはその見返りとしてポマレ5世に60,000フランの年金と生涯王の称号を与えている。
以降、タヒチはフランス領となり、約90年間続いたポマレ王朝の歴史は幕を閉じた。

### 家系図
|  |  | ポマレ1世 |           |           |           |           |           |  |  |           |           |           |           |           |           |  |  |  |  |  |  |  |  |  |  |  |  |  |  |  |  |  |  |
|  |  |           |           |           |           |           |           |  |  |           |           |           |           |           |           |  |  |  |  |  |  |  |  |  |  |  |  |  |  |  |  |  |  |
|  |  | ポマレ2世 |           |           |           |           |           |  |  |           |           |           |           |           |           |  |  |  |  |  |  |  |  |  |  |  |  |  |  |  |  |  |  |
|  |  |           |           |           |           |           |           |  |  |           |           |           |           |           |           |  |  |  |  |  |  |  |  |  |  |  |  |  |  |  |  |  |  |
|  |  |           |           |           |           |           |           |  |  |           |           |           |           |           |           |  |  |  |  |  |  |  |  |  |  |  |  |  |  |  |  |  |  |
|  |  |           |           |           |           |           |           |  |  |           |           |           |           |           |           |  |  |  |  |  |  |  |  |  |  |  |  |  |  |  |  |  |  |
|  |  | ポマレ3世 | ポマレ3世 | ポマレ3世 | ポマレ3世 | ポマレ3世 | ポマレ3世 |  |  | ポマレ4世 | ポマレ4世 | ポマレ4世 | ポマレ4世 | ポマレ4世 | ポマレ4世 |  |  |  |  |  |  |  |  |  |  |  |  |  |  |  |  |  |  |
|  |  | ポマレ3世 | ポマレ3世 | ポマレ3世 | ポマレ3世 | ポマレ3世 | ポマレ3世 |  |  | ポマレ4世 | ポマレ4世 | ポマレ4世 | ポマレ4世 | ポマレ4世 | ポマレ4世 |  |  |  |  |  |  |  |  |  |  |  |  |  |  |  |  |  |  |
|  |  |           |           |           |           |           |           |  |  | ポマレ5世 |           |           |           |           |           |  |  |  |  |  |  |  |  |  |  |  |  |  |  |  |  |  |  |

## 経済
ポマレ王朝はポマレ2世の頃に確立した豚肉の交易により、順調な経済発展を続けていた。1844年以降はフランス人入植者たちによる農業が発展を見せ、1848年よりヤシ油の輸出を開始している。フランス政府は北米やオーストラリアに向けて熱帯食物の輸出を確立させることを目論み、1850年以降はオレンジがタヒチの主要輸出品目となった。1860年以降はツアモク島の真珠や野菜、綿花などが輸出されるようになっている。
農業の発展に伴い、慢性的な労働資源不足に陥るようになったタヒチは、中国人労働者を移入させるようになる。中国人たちは団結力良く労働を行っていたが、やがて肉体労働から商業へと転向していき、タヒチの文化の中へ溶け込んでいった。ヨーロッパ人はこうした中国人たちの成功を非難し、「中国人の侵略」と蔑み、中国人労働者移入の反対運動を展開するなど、しばしば衝突が起こっている。
タヒチの貨幣としてポマレ4世の頃まではスペインのピアストル銀貨が用いられていたが、1843年以降はフランが流通するようになり、これが主となっていった。